# Eralp
Eralp ist ein türkischer männlicher Vorname und Familienname, gebildet aus den Elementen er (Mann, Soldat) und alp (mutig, tapfer), mit der Bedeutung „ein tapferer Mann“.

## Namensträger

### Vorname
- Eralp Uzun (1981–2013), deutscher Schauspieler türkischer Abstammung

### Familienname
- Bülent Eralp (* 1930), türkischer Fußballspieler
- Elif Eralp (* 1981), deutsche Politikerin (Die Linke), MdA
- Yalim Eralp (* 1939), türkischer Diplomat und Politikwissenschaftler